# Figuerola del Camp
Figuerola del Camp es un municipio y localidad española de la provincia de Tarragona, en la comunidad autónoma de Cataluña. Perteneciente a la comarca del Alto Campo, cuenta con una población de 345 habitantes (INE 2024).

## Geografía
La población está situada en la ladera de la sierra de Miramar y tiene vistas sobre gran parte del territorio de las comarcas del Alto Campo, Tarragonés y Bajo Campo.
Se llega por la carretera TV-2001 desde la cercana población de Pla de Santa María. Hasta 1981 el topónimo oficial era Figuerola.

## Historia
En el año 980, en un documento de donación del conde Borrell II del castillo de Cabra a un noble llamado Ervigi, aparece por primera vez el nombre de Figuerola. En el 1198 le fue concedida la carta de población aunque antes ya aparecen referencias escritas sobre un antiguo castillo. Desde el siglo XIII hasta el año 1835, Figuerola forma parte de los dominios del monasterio de Poblet

## Demografía
Cuenta con una población de 345 habitantes (INE 2024).
| Gráfica de evolución demográfica de Figuerola del Camp entre 1842 y 2021 |
| |
| Población de derecho según los censos de población del INE Población de hecho según los censos de población del INEEn estos censos se denominaba Figuerola: 1842, 1857, 1860, 1877, 1887, 1897, 1900, 1910, 1920, 1930, 1940, 1950, 1960, 1970 y 1981 |

Figuerola está formado por un único núcleo o entidades de población. 
| 758                        | 570 | 349 | 232 | 330 |
| (Fuente: [cita requerida]) |     |     |     |     |

Evolución demográfica de Figuerola entre 1717 y 2007
1717-1981: población de hecho; 1990- : población de derecho

## Economía
Se trata de una pequeña población con unos 300 habitantes. Dentro de sus límites está también el núcleo de población de Miramar. La actividad principal es todavía la agricultura. Gran parte de la extensión de terreno está formado por los bosques de la sierra de Miramar.

## Fiestas
La fiesta mayor se celebra el 25 de julio día de San Jaime.